# ناصر فهیمی
ناصر فهیمی (زاده ۱۸ اردیبهشت ۱۳۵۳، سنندج -) پزشک، فعال حقوق بشر و زندانی سیاسی و عقیدتی سابق، اولین شخصیت در تاریخ سیاسی ایران که به صورت رسمی سلب تابعیت ایرانی خود را به دلیل نوع حکومت (دیکتاتوری) از جمهوری اسلامی خواستار شد.

## زندگی
ناصر فهیمی ۱۸ اردیبهشت ۱۳۵۳ در سنندج استان کردستان.
پس از تحمل ۱۲ سال زندان ممتد، بدون مرخصی ، سرانجام در تاریخ ۱۴۰۱/۱۱/۱ از زندان ازاد شد 

## حرفه
وی تحصیلات دانشگاهی خود را در یکی از دانشگاه‌های بین‌المللی در رشته پزشکی و با تخصص پوست و مو گذراند.

## فعالیت
او در نامه‌ای سرگشاده خطاب به کمیسر عالی حقوق بشر، میچل باچله و جو بایدن رئیس‌جمهور ایالات متحده آمریکا خواستار تشدید محکومیت‌های حقوق بشری بر علیه جمهوری اسلامی شد.

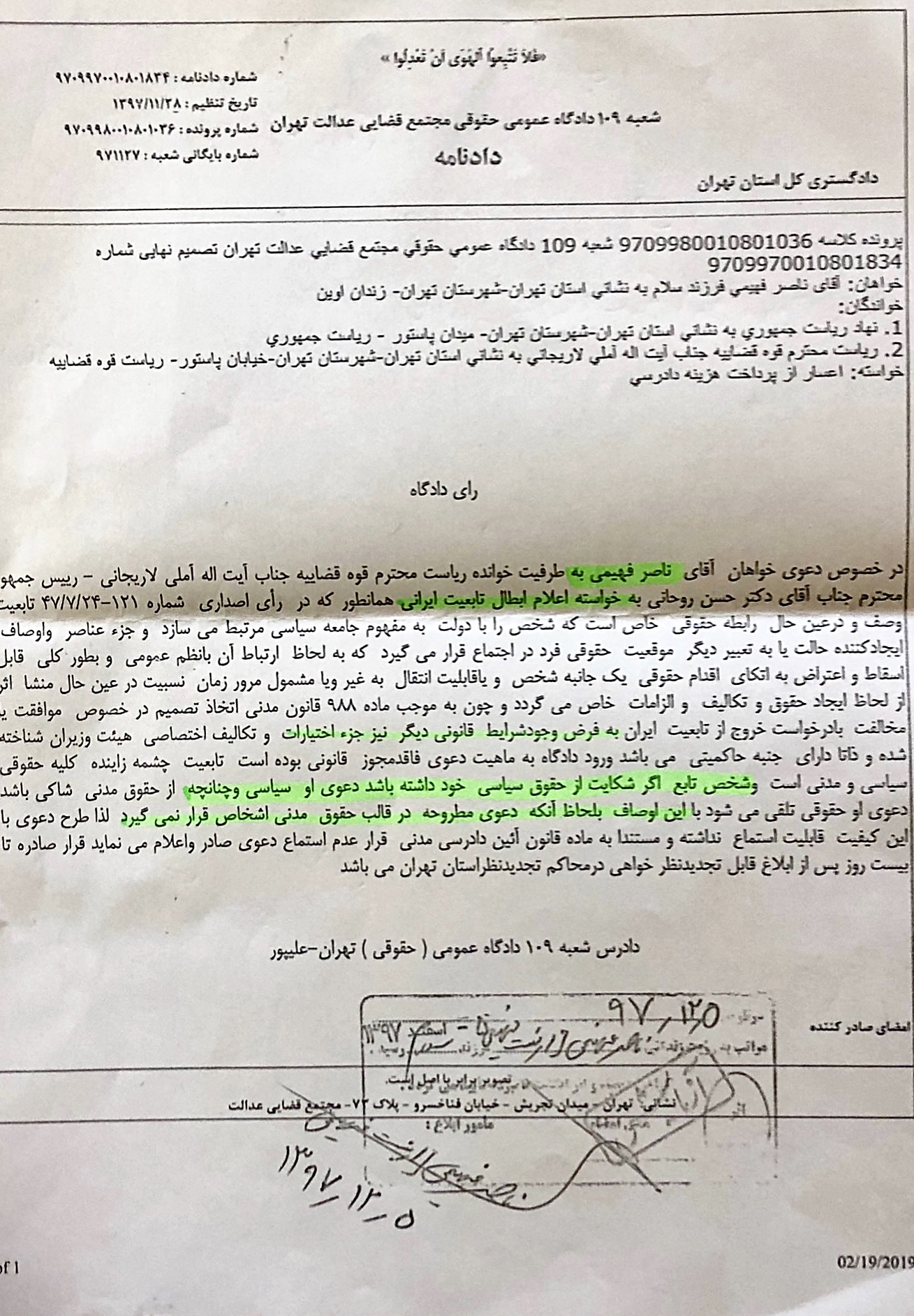
حکم دادگاه

«ملت ایران، ما همه۴۱ سال است که در محاصره کرونا هستیم. ویروسی که میلیونها نفر بی گناه از ما را به آغوش خاک فرستاد، ویروسی به نام جمهوری اسلامی که درمانی جز نابودیش وجود ندارد.»

نامه به کمیسر حقوق بشر

## اتهام
ناصر فهیمی با اتهاماتی چون «نشر اکاذیب، اقدام علیه امنیت ملی، تشویش اذهان عمومی، توهین به خامنه‌ای و تهدید مقامات قضایی» محکوم شده‌است.
- حامی مالی گروه‌های کرد مخالف جمهوری اسلامی
- اداره گروه‌های مخالف نظام
- توهین به مقامات قضائی
- تبلیغ علیه نظام[۱۲]
- نشر اکاذیب
- اقدام علیه امنیت ملی

## بازداشت و زندانی
وی اولین در سال ۱۳۷۷ در اعتراضاتی به قصد محکومیت اقدام دولت ترکیه در حمایت از عبدالله اوجالان به مدت دو ماه بازداشت شد. همچنین در سال ۱۳۸۹ پس از ۲۱ روز بازداشت در مکانی نامعلوم به بازداشتگاه ۲۰۹ منتقل شد.
در سال ۱۳۹۳ به اتهام «اداره گروه‌های مخالف نظام» توسط ابوالقاسم صلواتی به ۱۰ سال زندان محکوم شد. در سال ۱۳۹۴ به اتهام «توهین به مقامات قضائی» به شش ماه زندان و ۷۴ ضربه شلاق محکوم شد. او همچنین به مدت یک سال در زندان فشافویه زندانی بوده‌است. وی همچنان از دسترسی به خدمات پزشکی محروم بوده‌است. برادر وی آرام فهیمی بارها توسط وزارت اطلاعات احضار و تهدید و مورد فشارهای امنیتی قرار گرفته‌است. ناصر فهیمی پس از تحمل ۱۲ سال زندان ممتد، بدون مرخصی ، سرانجام در تاریخ ۱۴۰۱/۱۱/۱ از زندان ازاد شد .

## ابطال تابعیت
فهیمی در پیامی به سید علی خامنه‌ای، رهبر و حسن روحانی، رئیس‌جمهور ایران درخواست ابطال تابعیت رسمی خود را به دلیل دیکتاتور بودن حکومت از قوه قضاییه خواهان شده‌است.

## آزادی
وی در بهمن ۱۴۰۱ پس از ۱۲ سال زندان نزدیک به پایان دوران محکومیتش از زندان اوین آزاد شد.